# سزیم سیانید
سزیم سیانید (فرمول شیمیایی: CsCN) نمک حاصل از واکنش سزیم و هیدروژن سیانید است. این ماده یک جامد سفید رنگ است و به راحتی در آب حل می‌شود. این ماده بویی مانند بادام تلخ دارد و دارای بلورهایی است که از نظر ظاهری شبیه قند است. سزیم سیانید دارای خواص شیمیایی مانند پتاسیم سیانید و بسیار سمی است.

## تولید
سزیم سیانید از واکنش هیدروژن سیانید با سزیم هیدروکسید ایجاد می‌شود و دیگر فرآورده این واکنش آب است.
HCN + CsOH → CsCN + H 2 O